# Elfen Lied
Elfen Lied (エルフェンリート?, Erufen Rīto) è un manga seinen scritto e disegnato da Lynn Okamoto, serializzato da Shūeisha sulla rivista Weekly Young Jump. I capitoli della serie sono stati raccolti in 12 volumi tankōbon, editi anche in italiano da Planet Manga dal 20 ottobre 2012. La storia ruota intorno a Lucy, una mutante diclonius fuggita da un laboratorio e successivamente accolta da una famiglia composta da Kōta e la cugina Yuka, che si prenderanno cura di lei.
Dal manga è stata tratta una serie televisiva anime da 13 episodi, diretta da Mamoru Kanbe e trasmessa su AT-X nel 2004; è stata successivamente pubblicata per il mercato home video in due uscite e includendo un episodio OAV inedito non continuativo della serie nel solo special footage del DVD Box.
La serie è ambientata nella città di Kamakura: sia nell'anime sia nel manga vengono mostrati luoghi del posto, come la spiaggia in cui si perde Lucy e si incontrano altri personaggi, le scale del santuario in cui Kōta e la cugina si perdono e il ponte in cui c'è lo scontro finale tra Lucy e la polizia, che esistono davvero.

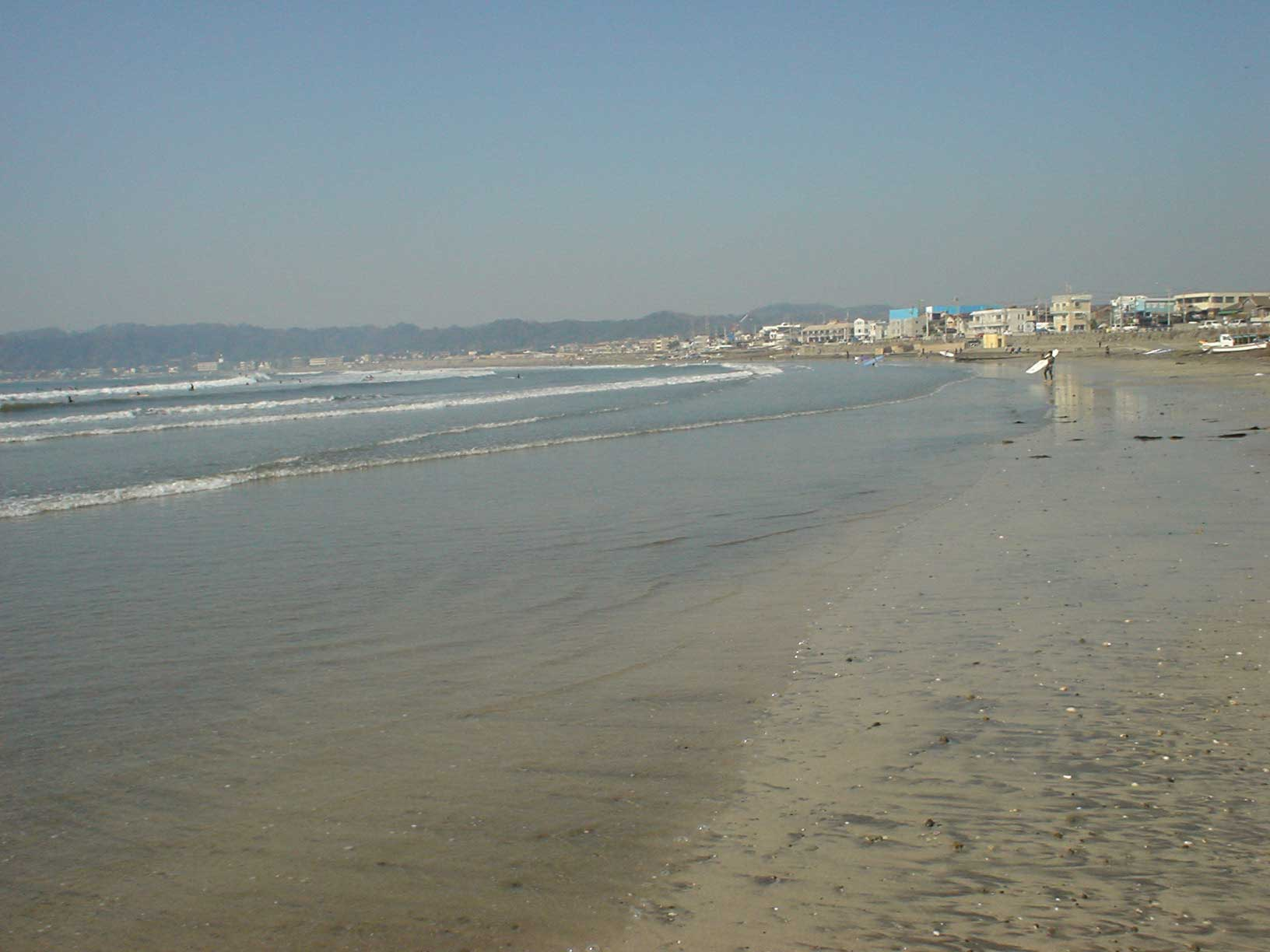
Spiaggia di Kamakura

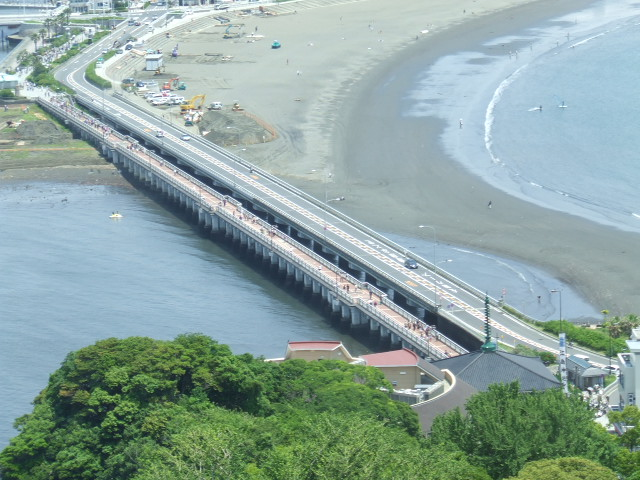
Ponte di Kamakura

## Trama
La storia è ambientata a Kamakura, in Giappone, e ruota intorno ai Diclonius, esseri mutanti molto simili agli esseri umani ma con due strane corna sul capo e dotati di fortissimi arti invisibili chiamati "vettori". Ritenuti pericolosi per la normale razza umana, i bambini Diclonius vengono uccisi alla nascita o rinchiusi in laboratori di ricerca, sottoposti a terribili torture ed esperimenti estremamente violenti. Una di loro, Lucy, riesce però a fuggire verso il mare, massacrando qualunque persona le si pari innanzi.
Viene ritrovata sulla spiaggia da due ragazzi in un completo stato di amnesia e personalità doppia, causati da un colpo sparatole in testa durante la fuga. La giovane Diclonius si ritrova con una personalità completamente diversa e i due ragazzi decidono di chiamarla con la sola parola che riesce a pronunciare, ovvero "Nyu". Non potendola lasciare sola in quelle condizioni, la portano a casa in attesa di scoprire qualcosa sul suo passato.
Ma i militari non si arrendono e rimangono sulle sue tracce. Per di più ogni volta che la ragazza sbatte la testa ritorna ad essere Lucy. Un giorno di malattia, Lucy ricorda il suo passato nell'orfanotrofio e la prima volta in cui uccise. Anche Kōta aveva dimenticato il suo passato a causa dello shock subito per la morte violenta di suo padre e sua sorella. Anche lui riacquisterà la memoria, ricordando che a uccidere i suoi cari era stata proprio Lucy.
Inoltre Lucy non è l'unica della sua specie; al Centro di Ricerche rimangono numerosi Diclonius e alcuni di loro verranno incaricati di collaborare con i militari per abbattere la fuggitiva, come Nana, diletta di uno dei più importanti ricercatori, o Mariko, figlia dello stesso. Alla fine gli eventi porteranno ad uno scontro decisivo dove Lucy dovrà affrontare Mariko e i soldati.
Vi sono differenze significative tra anime e manga, in particolare nel finale. Nel primo, Lucy affronta i soldati, finendo apparentemente sconfitta, ma gli inquilini di Villa Kaede vedono la sua sagoma dietro la porta di casa. Nel secondo, invece, Kōta è costretto ad ucciderla e, su richiesta di Lucy e Nyu, ogni anno la aspetta nel luogo del loro primo incontro, finché, dieci anni dopo, non arrivano due gemelle, di cui una chiamata Kaede, che dicono di avere un appuntamento con una persona molto importante.

### Differenze tra le versioni
Nel corso della serie ci sono evidenti differenze tra la versione cartacea e quella animata. L'adattamento anime è iniziato un anno e mezzo prima del completamento del manga. Ciò ha causato differenze significative di trama tra le due versioni, in particolar modo nell'episodio 12 della serie animata e il volume 7 del manga. L'anime ha infatti un esito completamente diverso dal manga: la battaglia tra Lucy e Mariko, e la morte del direttore Kurama ad esempio, mentre lo spettatore è libero di interpretare, data l'apertura del finale, la sopravvivenza o meno di Lucy dopo che ha parlato con Kōta (nell'ultima scena, tra i titoli di coda dell'ultimo episodio, si vede una sagoma bussare all'abitazione di Nana e gli altri, senza far vedere chi sia). Nel manga, invece, Kurama e Lucy sopravvivono, e dopo diversi eventi, è perfettamente chiara la morte del Diclonius.
A sua volta, alcuni personaggi secondari sono omessi nell'anime, come Nozomi e Anna Kakuzawa, e altri (dovuto anche alla maggiore brevità narrativa dell'anime). Inoltre, ci sono molti riferimenti alla melodia "Lilium", tra cui il carillon di Kōta, o Lucy che, mentre scappa dal laboratorio di ricerca sui Diclonius, canta la melodia. La canzone Lilium è un elemento unico nell'anime, mentre solo nel manga si fa riferimento alla poesia "Elfenlied" ("Canto dell'elfo"), come origine del titolo dell'opera. Si può dedurre che Lilium stessa sia "il canto dell'elfo" nell'anime.
In confronto al manga, l'anime ha notevolmente meno informazioni e dà meno spiegazioni sul motivo della mutazione dei Diclonius e sul reale motivo degli esperimenti su di loro. Nell'anime, nell'ultimo episodio, si può notare come si parli di "Un progetto", dal direttore del laboratorio, e si rivela che egli stesso sia un mutante di razza Diclonius, ma non si aggiunge nulla.
Come dettagli estetici, c'è da notare che tutti i Diclonius nell'anime sono rappresentati con i capelli di colore rosa, fatta eccezione per altri due esemplari di sesso maschile. Nel manga invece, Lucy solamente ha i capelli di quel colore, mentre Mariko ha i capelli biondi, Nana ha i capelli di un viola scuro, la numero 3 e l'unico diclonius maschio al mondo li hanno scuri e la numero 28 chiari. 
In entrambe le versioni della storia, i Diclonius differiscono tra loro per numero e lunghezza dei vettori; differenze si notano anche nel comportamento di Kōta (dopo essersi ricordato del fatto che Lucy sia la responsabile della morte della sua famiglia), nell'ultimo episodio dell'anime.

## Personaggi
Kōta
È un ragazzo di 18 anni che abita in un ex-ristorante di proprietà della famiglia di sua cugina Yuka. In seguito a un misterioso trauma subito da bambino, ha dei ricordi distorti sulla morte della sorellina Kanae e di suo padre e non ricorda parte del suo passato. Dopo questo tragico avvenimento ha la tendenza ad aiutare e prendersi cura dei più deboli. Proprio grazie al suo carattere premuroso verrà risparmiato da Lucy e diverrà un suo grande amico. Nel manga avrà una figlia che chiamerà Nyū in ricordo dell'amica. È doppiato da Chihiro Suzuki.
Lucy/Nyū
Fin da bambina maltrattata ed emarginata dai suoi coetanei, trova in Kōta il suo unico vero amico (che lei considera qualcosa di più di un amico). Credendosi tradita da quest'ultimo fa esplodere definitivamente il suo odio nei confronti del genere umano, giurando vendetta nei loro confronti. Cinque anni più tardi viene catturata e rinchiusa nel Centro di Ricerca, dal quale riesce a scappare tre anni dopo la sua reclusione (in seguito si scopre che è stato il professor Kakuzawa ad architettare il tutto). La sua fuga viene fermata da un colpo di fucile che causa in lei uno sdoppiamento della personalità, facendo nascere Nyū, una ragazza docile e affettuosa, incapace di parlare e, pur avendo le corna, di usare i vettori. Ma col trascorrere del tempo Nyū riacquisterà la memoria, rivelerà gradualmente la sua vera natura. Nel manga si vedono le sue grandi capacità: quando emana una forte emozione come la rabbia, i suoi vettori raggiungono una distanza di 2 metri. Sempre nel manga appare una terza e malvagia personalità di Lucy, il cui unico desiderio è quello di distruggere l'umanità ed al contrario di Lucy e Nyu non prova nessun affetto per Kōta. È doppiata da Sanae Kobayashi.
Yuka
Cugina di Kōta, innamorata di lui fin da bambini. Si ritrova a studiare medicina all'università con Kōta e a condividere lo stesso tetto. Gelosa di Lucy/Nyū che sembra anche lei apprezzare Kōta. È doppiata da Mamiko Noto.
Mayu
Quattordicenne (tredicenne nel manga) scappata di casa a causa delle ripetute molestie sessuali da parte del patrigno e dell'indifferenza della madre. Assiste al combattimento tra Nana e Lucy, ma si auto-convincerà che si trattava solo di un sogno. Successivamente incontra Nana, con la quale lega subito diventandone molto amica. Causerà involontariamente le mutilazioni di Nana da parte della sua rivale Lucy. È doppiata da Emiko Hagiwara.
Nana
Una giovane Silpelit incaricata di trovare Lucy, viene sconfitta da quest'ultima e orribilmente mutilata. In seguito viene salvata da Kurama, trovata da Mayu e successivamente accetta di vivere sotto lo stesso tetto di Lucy. All'inizio è un po' scettica ma, dopo aver scoperto il lato buono di Lucy (Nyū), tutti i suoi dubbi scompaiono e le due diventeranno in seguito buone amiche, tanto che Lucy, nell'ultimo episodio, salverà Nana da una fine certa. È molto legata a colui che crede essere suo padre, il dottor Kurama, infatti è solo grazie a lui se Nana ha resistito senza impazzire agli esperimenti a cui è stata sottoposta nel Centro di Ricerca. Nana significa in giapponese sette, nome datole a causa del numero della sua cella. È doppiata da Yuki Matsuoka.
Bando
Un soldato speciale particolarmente violento incaricato di uccidere Lucy, ma non arriverà mai al suo scopo. Viene da lei mutilato, accecato e infettato. Mayu si innamorerà di lui. È doppiato da Jōji Nakata.
Kurama
Direttore del centro di ricerche sui Diclonius. Sua figlia Mariko, anch'essa una Diclonius, è rinchiusa nello stesso centro. Kurama in realtà ha dimostrato più di una volta di non condividere appieno l'etica del gruppo per cui lavora, e prova veramente affetto paterno anche verso Nana, arrivando a farla fuggire e nascondersi invece di sopprimerla come gli era stato ordinato, dopo le terribili mutilazioni che la ragazza aveva subito e che l'avevano resa inutile per gli scopi del centro. Kurama, consapevole della pericolosità della figlia e pur sapendo che sarebbe stata eliminata, nell'anime sceglie di morire assieme a lei, abbracciandola mentre vengono fatti deflagrare gli esplosivi che la bambina aveva impiantati nel suo corpo, mentre nel manga sopravvive. È doppiato da Osamu Hosoi.
Mariko Kurama
Silpelit figlia del dottor Kurama, è stata rinchiusa in cella e, come nel caso di Lucy, legata appena nata (questo spiega la sua difficoltà nel camminare). Anche lei, come Lucy, è nata per uccidere ma, diversamente da quest'ultima, nell'anime possiede 26 vettori di una portata di circa 11 metri. È estremamente pericolosa e per questo le sono state impiantate delle bombe nel corpo per evitare un'eventuale ribellione. Infatti, appena liberata, massacra chiunque, compresa Saito, sua madre adottiva, finché lei stessa, in fin di vita, non le fa saltare in aria un braccio. Nell'anime Mariko (del tutto privata da intenti omicidi dopo il ritrovo del padre) morirà nel 13º episodio assieme a Kurama, proprio a causa dell'esplosione di una di queste bombe. Nel manga invece Kurama sopravvive e la figlia muore nel tentativo di fermare Lucy. In seguito si scopre che gli scienziati del centro di ricerche hanno creato migliaia di suoi cloni (di cui solo 4 funzionali) quando hanno scoperto le sue potenzialità. È doppiata da Tomoko Kawakami.
Kanae
Sorella minore di Kōta e cugina di Yuka, morta a 7 anni a causa di una malattia, almeno è questo che ricorda Kōta; in realtà è stata Lucy a uccidere Kanae e il padre davanti agli occhi del fratello maggiore, cosa che provocò al ragazzo uno shock talmente grande da bloccargli la memoria. Kōta si ricorderà dell'accaduto solo nel penultimo episodio della serie animata. È doppiata da Maria Yamamoto.
Direttore Kakuzawa
Principale antagonista della serie, è il fondatore del Centro di Ricerche sui Diclonius. In realtà vuole servirsi di loro per creare una nuova umanità. Nel manga viene decapitato da Lucy dopo che questa rifiuta i suoi piani. Nell'anime invece sopravvive. È doppiato da Kinryū Arimoto.
Professor Kakuzawa
Figlio primogenito (e nell'anime unico) di Kakuzawa. Sarà lui a far fuggire Lucy dal Centro di Ricerche, ma verrà da lei decapitato subito dopo averle esposto i loro piani di supremazia. È doppiato da Hiroaki Hirata.

## Media

### Manga

Logo della serie

Il manga di Elfen Lied, creato dal mangaka Lynn Okamoto, è stato pubblicato inizialmente, tra il giugno 2002 e l'agosto del 2005, sulla rivista giapponese Weekly Young Jump. Pochi mesi dalla prima uscita sulla rivista, la casa editrice Shūeisha ha raccolto i capitoli in dei tankōbon, e fu pubblicato nel totale in 12 volumi, e 107 capitoli.
Secondo Lyyn Okamoto stesso, Elfen Lied all'inizio è stato concepito come serie che durasse solo 2 volumi, ma che, dopo aver riscontrato un notevole successo da parte del pubblico, estese notevolmente la durata della serie rispetto all'intenzione iniziale, che fu prolungata fino ai 12 volumi attuali.
Durante la pubblicazione del manga, è evidente un'evoluzione dello stile grafico del mangaka Okamoto. Secondo lui, i primi volumi del manga sono disegnati con uno stile "goffo e infantile", che trova invece gradevole dopo il miglioramento delle sue competenze, pur avendo fatto "un notevole sforzo".
Il manga è pubblicato in Italia dalla Planet Manga. L'uscita del primo volume, che contiene i primi sette capitoli del manga, era inizialmente prevista per il 21 giugno 2012, ma ha subito un ritardo di pubblicazione ed è stato pubblicato solo dall'ottobre 2012.

#### Volumi
| Nº | Data di prima pubblicazione | Data di prima pubblicazione | Data di prima pubblicazione | Data di prima pubblicazione |
| Nº | Giapponese                  | Giapponese                  | Italiano                    | Italiano                    |
| -- | --------------------------- | --------------------------- | --------------------------- | --------------------------- |
| 1  | 18 ottobre 2002             | ISBN 978-4-08-876358-3      | 20 ottobre 2012             | ISBN 978-88-6589-903-8      |
| 2  | 11 dicembre 2002            | ISBN 978-4-08-876379-8      | 12 gennaio 2013             | ISBN 978-88-6589-904-5      |
| 3  | 19 febbraio 2003            | ISBN 978-4-08-876406-1      | 16 marzo 2013               | ISBN 978-88-6589-981-6      |
| 4  | 19 maggio 2003              | ISBN 978-4-08-876446-7      | 18 maggio 2013              | ISBN 978-88-6589-982-3      |
| 5  | 19 agosto 2003              | ISBN 978-4-08-876477-1      | 13 luglio 2013              | ISBN 978-88-6304-257-3      |
| 6  | 19 novembre 2003            | ISBN 978-4-08-876513-6      | 21 settembre 2013           | ISBN 978-88-6304-258-0      |
| 7  | 19 marzo 2004               | ISBN 978-4-08-876579-2      | 26 ottobre 2013             | ISBN 978-88-912-5084-1      |
| 8  | 16 luglio 2004              | ISBN 978-4-08-876638-6      | 31 gennaio 2014             | ISBN 978-88-912-5299-9      |
| 9  | 19 ottobre 2004             | ISBN 978-4-08-876696-6      | 15 marzo 2014               | ISBN 978-88-912-5363-7      |
| 10 | 18 marzo 2005               | ISBN 978-4-08-876764-2      | 10 maggio 2014              | ISBN 978-88-912-5464-1      |
| 11 | 19 luglio 2005              | ISBN 978-4-08-876838-0      | 5 luglio 2014               | ISBN 978-88-912-5516-7      |
| 12 | 18 novembre 2005            | ISBN 978-4-08-876884-7      | 30 agosto 2014              | ISBN 978-88-912-5600-3      |

### Anime

Immagine iniziale della sigla di apertura

L'anime di Elfen Lied, diretto da Mamoru Kanbe, animato dalla Arms e prodotto da aziende giapponesi quali Genco e VAP, è composto da un numero totale di tredici episodi, della durata di circa 20 minuti ciascuno. L'anime, dal primo all'undicesimo episodio, segue la trama presente già nei primi sei volumi della versione cartacea. Tuttavia, gli ultimi due episodi della serie animata divergono notevolmente nella trama e nello sviluppo delle vicende e presentano un finale alternativo alla serie.
Elfen Lied è stato trasmesso in Giappone dalla rete televisiva AT-X dal 25 luglio al 17 ottobre del 2004. ADV Films, il distributore ufficiale degli Stati Uniti, ha annunciato il lancio della serie anime come uno dei suoi "best seller" e "uscite più importanti" dell'anno 2005.

#### Episodi
| Nº  | Titolo italiano - Traduzione del titolo tedesco Giapponese 「Kanji」 - Rōmaji - Tedesco | In onda           | In onda |
| Nº  | Titolo italiano - Traduzione del titolo tedesco Giapponese 「Kanji」 - Rōmaji - Tedesco | Giapponese        |         |
| 1   | Incontro/Incontro accidentale 「邂逅」 - Kaikō – "Begegnung" | 25 luglio 2004    |         |
| 1   | La Diclonius chiamata Lucy riesce a fuggire dal laboratorio sperimentale situato al largo delle coste della città di Kamakura, utilizzato come struttura per tenere i mutanti sotto osservazione oltre che per usarli come cavie. Dopo aver assassinato molte delle guardie che la tenevano imprigionata, viene colpita alla testa e cade in mare. Il danno cerebrale causato dalla ferita le provoca uno sdoppiamento di personalità, tramutandola in una giovane infantile e del tutto priva di memoria. Raccolta da Kota e Yuka, due cugini che si ritrovano dopo otto anni per studiare assieme all'università, viene portata a casa loro. Riuscendo a dire solo "Nyu" viene chiamata Nyu-san; dopo aver rotto inconsapevolmente la conchiglia di Kota, da lui custodita gelosamente - caro ricordo di sua sorella minore Kanae morta di malattia - scappa poiché il ragazzo se la prende con lei. |                   |         |
| 2   | Distruzione/Annientamento 「掃討」 - Sōtō – "Vernichtung" | 1º agosto 2004    |         |
| 2   | Il laboratorio sperimentale, guidato dallo scienziato Kurama, invia una speciale task-force alla ricerca della fuggitiva omicida guidata da uno spietato killer professionista di nome Bando; sceso sulla spiaggia per dargli la caccia la incontra però nel suo stato innocente di Nyu. Dopo esser stata colpita alla testa sta per essere eliminata da un collega di Bando ma, tornata ad essere Lucy, ella uccide l'avversario: voltasi poi anche contro Bando, lo ferisce gravemente, tagliandogli un braccio e accecandolo, per poi tornare Nyu prima di essere stata in grado d'ucciderlo. Si vede che le personalità parallele di Lucy e Nyu riescono a passare alternativamente dall'una all'altra a seconda degli eventi che accadono e delle situazioni che la ragazza si trova ad affrontare. Dopo essere stato ferito da Bando, Kota, che era uscito di corsa fino alla spiaggia per cercare Nyu, viene portato all'ospedale; colpito lievemente, è dimesso poco più tardi, mentre Yuka prosegue da sola le ricerche della scomparsa. I due cugini scoprono infine ch'ella si era recata alla spiaggia per recuperare una nuova conchiglia da poter donare a Kota. |                   |         |
| 3   | Nel profondo dell'animo/Interno del cuore 「胸裡」 - Mune ri – "Im Innersten" | 8 agosto 2004     |         |
| 3   | Yuka, profondamente innamorata del cugino fin dai tempi dell'infanzia, comincia a cogliere Kota in diverse situazioni alquanto imbarazzanti con Nyu, come ad esempio quando la spoglia per cambiarle i vestiti bagnati, facendola in tal modo diventare sempre più gelosa e preoccupata per il loro rapporto. Intanto Mayu, una ragazzina tredicenne la quale ha assistito agli incidenti occorsi in spiaggia, si reca alla casa dei cugini insieme al suo cane Wanta per riportare loro l'ombrello perduto da Kota; questi subito la interroga sui fatti accaduti e su ciò che ha veduto. Nel frattempo Nana, Diclonius numero 7, viene liberata al fine di rintracciare Lucy e riportarla alla struttura. |                   |         |
| 4   | Incontrarsi l'un l'altro/Scontro 「触撃」 - Shoku geki – "Aufeinandertreffen" | 15 agosto 2004    |         |
| 4   | Nana, utilizzando i poteri telepatici che la contraddistinguono per giungere a percepire la presenza di Lucy, finisce col combattere contro di lei all'interno del cimitero locale nei pressi della casa dei cugini; Mayu le incontra nel bel mezzo della battaglia. In poco tempo Nana si ritrova con tutte le membra strappate, ridotta a un troncone sanguinolento: viene pertanto ordinato a Kurama dal suo capo Kakuzawa di disfarsi di Nana oramai inservibile, che però non la uccide. Yuka scopre che Mayu è senza famiglia e la invita a stare con loro. |                   |         |
| 5   | Ricezione/Ricezione 「落掌」 - Rakushō – "Empfang" | 22 agosto 2004    |         |
| 5   | Viene rivelato il passato traumatico di Mayu e il motivo per cui è fuggita di casa: dopo che la madre si risposò il nuovo patrigno l'ha ripetutamente e pesantemente molestata. Rifiutandosi la madre d'offrirgli il proprio aiuto, scappa e incontra un cane randagio che lei subito battezza col nome di Wanta. Durante una delle lezioni all'università, dove i cugini si erano portati dietro con loro Nyu, il professor Kakuzawa, figlio del capo di Kurama, scorge la giovane mutante e finge ch'essa sia una parente che aveva perduto la memoria. Kakuzawa si rivela essere in parte anch'egli un Diclonius; le sue intenzioni sono quelle di allevare Lucy per ricreare una nuova razza umana potenziata. La ragazza tuttavia lo uccide, affermando ch'egli è perfettamente inutile per il corso dell'evoluzione che deve portare verso un mondo popolato da mutanti. Kota scopre in seguito che proprio quel giorno è il 14º compleanno di Mayu e la invita così a rimanere in modo permanente con loro: la giovane sente finalmente d'avere anch'ella una famiglia che si prende cura di lei.                                                                       |                   |         |
| 6   | Calore del cuore/I sentimenti più intimi 「衷情」 - Chūjō – "Herzenswaerme" | 29 agosto 2004    |         |
| 6   | Bando, curato dalle ferite, scappa dall'ospedale, cercando ancora di ritrovare Lucy e potersi così vendicare e sfogare il rancore che porta nei suoi confronti. Il corpo decapitato del professor Kakuzawa viene trovato dalla sua assistente Yu e da Kota. Durante la loro ricerca di Lucy, i due cugini riescono a esprimere per la prima volta la predilezione che sentono l'uno per l'altro attraverso un bacio; infine Lucy viene riportata a casa di Kota. |                   |         |
| 7   | Incontro inatteso/Confronto 「際会」 - Saikai – "Zufällige Begegnung" | 5 settembre 2004  |         |
| 7   | Nana viene fatta fuggire da Kurama con arti artificiali nuovi di zecca e abbastanza soldi per poter sopravvivere da sola per un po'; lo scienziato, il suo secondo in comando Shirakawa e l'assistente di lui sono aspramente rimproverati da Kakuzawa per aver autorizzato il suo allontanamento e per aver permesso a Kota di scoprire l'autentica identità di Lucy. Nel frattempo Nana, non conoscendo nulla del mondo fino ad allora, al di fuori della struttura in cui era rinchiusa, non sa cosa farsene della carta moneta che si ritrova a pacchi nella borsetta e inizia a bruciarli per accendere un fuoco; presto però incontra Mayu al cimitero dov'era stata quasi uccisa da Lucy e le due stringono velocemente amicizia. Nana viene poi portata a casa di Kota scoprendo che Lucy, nella sua personalità di Nyu, è anch'essa ospitata lì. |                   |         |
| 8   | Inizio/Inizio 「嚆矢」 - Kōshi – "Beginn" | 12 settembre 2004 |         |
| 9   | Ricordi preziosi/Reminiscenza 「追憶」 - Tsuioku – "Schoene Erinnerung" | 19 settembre 2004 |         |
| 10  | Infante/Infante 「嬰児」 - Eiji – "Saeugling" | 26 settembre 2004 |         |
| 11  | Confusione/Complicazione 「錯綜」 - Sakusō – "Vermischung" | 3 ottobre 2004    |         |
| 12  | Melma/Vacillamento 「泥濘」 - Deinei – "Taumeln" | 10 ottobre 2004   |         |
| 13  | Illuminazione/Nessun ritorno 「不還」 - Fugen – "Erleuchtung" | 17 ottobre 2004   |         |
| OAV | Pioggia scrosciante/Sotto la pioggia, o come una ragazza può aver raggiunto tali sentimenti? 「通り雨にて 或いは、少女はいかにしてその心情に至ったか?」 - Tōriame ni te arui wa, shōjo wa ikani shi te sono shinjō ni itatta ka? – "Regenschauer" | 21 aprile 2005    |         |
| OAV | In un flashback Lucy ricorda la sua ex migliore amica, uccisa per sbaglio dai militari che volevano catturarla in quanto credevano fosse una Diclonius. Inoltre viene anche rivelato il modo in cui gli scienziati del Centro di Ricerche sono riusciti a catturare Lucy tramite uno strano patto. In questo episodio, Nana sembra riappacificarsi con Lucy, anche se continua a preferire Nyū (la sua seconda personalità) rispetto a lei. Questo episodio, che come storia si colloca tra gli episodi 10 e 11, è presente anche nel manga dove si vede anche la famiglia della ragazza. |                   |         |

#### Sigle
La sigla d'apertura, Lilium, è basata su riferimenti cristiani in latino: diversi passi biblici, il Kyrie della Messa e l'inno Ave, mundi spes, Maria («Ave, Maria, speranza del mondo»). Il testo e la melodia sono stati composti da Kayo Konishi e Yukio Kondō, ai quali è stato chiesto di trasformare la canzone per farla diventare simile a un canto gregoriano. Il testo appare nel booklet della colonna sonora originale, ed è riportato come segue:
La sigla di chiusura è invece Be your girl di Chieko Kawabe.
La sigla di apertura è stata utilizzata tramite un sample nella canzone Curse di Bass Santana e di XXXTentacion.

#### Colonna sonora
La colonna sonora originale della serie è stata pubblicata il 21 ottobre 2004 in formato CD, incluso nella prima uscita dell'edizione limitata DVD della serie Composte da Kayo Konishi e Yukio Kondo, vi sono 15 tracce.
Musiche di Kayo Konishi, Yukio Kondo.
1. «Lilium ~ opening version ~» – 1:33
2. «Katsubō» (渇望?) – 2:10
3. «Shinkai» (深海?) – 2:55
4. «Hanayō» (花容?) – 1:07
5. «Senkō» (閃光?) – 2:05
6. «Yōran» (揺籃?) – 2:32
7. «Jōzai» (浄罪?) – 1:52
8. «Rin'ne» (輪廻?) – 1:34
9. «Yakusoku» (約束?) – 2:10
10. «Hakuri» (剥離?) – 2:53
11. «Kokū» (虚空?) – 2:58
12. «Yōkō» (陽光?) – 4:52
13. «Neji» (螺旋?) – 6:28
14. «Ametsuyu» (雨露?) – 2:01
15. «Lilium ~ saint version ~» – 2:55

Durata totale: 40:05

## Argomenti trattati
La tematica principale trattata in Elfen Lied è l'evoluzione e gli attriti che possono nascere tra i membri di due specie differenti. Gli scienziati infatti attribuiscono ai Diclonius una malvagità naturale, contenuta nei loro geni, che in realtà è da attribuirsi agli abusi che queste creature sono costrette a subire sin dalla nascita per via della loro apparente diversità. È un aspetto molto curato anche lo sviluppo delle varie situazioni personali e l'intreccio dei rapporti tra i protagonisti.
La serie si interessa anche a diversi traumi, come il mobbing, lo sdoppiamento di personalità o il meccanismo difensivo psicologico della rimozione, passando poi per vere e proprie aberrazioni che degenerano in abusi, come la pedofilia.
Inoltre, secondo il direttore della serie, Elfen Lied critica il modo in cui le persone si dividono tra loro, in base alle classi sociali e altro, facendo capire, in modo piuttosto forte e cruento, i problemi causati da tale discriminazione. Nella scena iniziale del primo episodio, per esempio, Lucy uccide decine di persone nei modi più atroci; in seguito si scoprirà però che la sua violenza è dovuta agli innumerevoli traumi e abusi che ha dovuto subire sin dall'inizio della sua vita, a causa della sua apparente diversità.

### I Diclonius
I Diclonius sono esseri umani mutati da un virus. Quelle nate da umani infetti sono sempre femmine (chiamate "Silpelit"), sono sterili e crescono rapidamente. Lucy, invece, è la "regina", è l'unica che può procreare nel modo classico e cresce come gli esseri umani.
Hanno due particolarità: un paio di corna sulla testa e delle mani invisibili, chiamate vettori. Questi ultimi possono essere usati sia come arma sia come mezzo per trasmettere il virus. Possono avere la traiettoria d'attacco di un paio di metri (ad esempio il vettore di Lucy all'inizio del manga è pari a 2 metri) e la loro lunghezza e la loro potenza aumentano gradualmente durante la crescita. Ci sono rari casi in cui i vettori possono essere già molto lunghi fino dall'adolescenza (come nel caso di Mariko, i cui vettori raggiungono 11 metri). Nell'anime i Diclonius dispongono di 4 vettori (tranne Mariko che ne ha 26), nel Manga invece dispongono di un numero infinito di vettori. Il virus può essere trasmesso solo agli umani di sesso maschile. Quando un maschio viene a contatto coi vettori, qualsiasi figlio avrà sarà un Diclonius. Tuttavia, alla fine del manga, Lucy li usa per guarire Kōta da una ferita da arma da fuoco causatagli da Kurama. Nel manga si viene a conoscenza che dopo la morte di Lucy è stato messo a punto un vaccino contro il virus responsabile di questa mutazione.

### Evoluzionismo

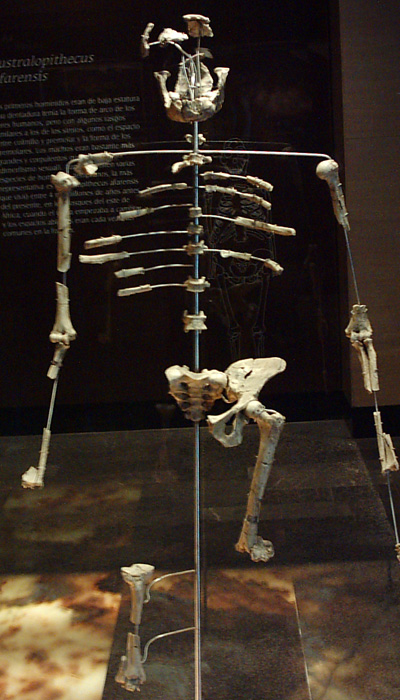
Scheletro di Lucy nel Museo Nazionale di Antropologia del Messico.

All'interno dell'opera, vi sono collegamenti con l'evoluzionismo. Il nome Lucy della protagonista, che, come viene descritto nel manga, in realtà è Kaede, deriva dall'australopiteco scoperto nel 1974 dall'antropologo Donald Johanson in Etiopia, al tempo il reperto fossile umano più antico.
A sua volta,a questo collegamento si aggiunge il rapporto tra serie e alla genetica di Eva mitocondriale. I mitocondri sono organuli presenti nelle cellule, la cui funzione è quella di generare energia per le attività cellulari. Questi organuli inoltre dispongono di materiale genetico, che è passato solamente attraverso la madre. Da questo, si pensa che gli uomini discendano da un "Eva genetica", ovvero da un antenato in comune femminile. Nel manga, nei piani del dottor Kakuzawa, Lucy ha il ruolo di nuova Eva genetica della nuova stirpe umana
D'altra parte, il nome della nuova razza umana, capace di eliminare gli Homo sapiens come loro hanno dovuto prevalere sui loro predecessori della specie umana, i Diclonius, proviene da un'omonima specie di dinosauri del tardo cretaceo. Nel manga si cita infatti questo collegamento.

### Psicologia
Nel corso della storia di Elfen Lied, si può notare la presenza di vari disturbi in alcuni personaggi.
- Tendenza omicida. Come spiegato, i bambini dei Diclonius fin dai 3 o 4 anni, presentano una tendenza fortemente aggressiva e omicida, anche tra loro stessi[52].
- Disturbo dissociativo dell'identità (o doppia personalità). A causa di un danno fisico, infatti, la protagonista presenta all'interno della sua identità due personalità, quali una infantile e amichevole, Nyu, e una personalità matura e concreta, Lucy.
- Rimozione. Kota, il protagonista maschile, ha rimosso i ricordi riguardanti la perdita della sua famiglia per mano di Lucy, come meccanismo di difesa.[53]
- Disturbo dell'attaccamento. Nana ha sviluppato un forte affetto nei confronti del direttore Kurama, fino a considerarlo suo padre, il quale a sua volta sviluppa affetto nei suoi riguardi per via della perdita di sua figlia[54].
- Attaccamento con oggetti transizionali. Mayu considera il proprio cane il suo migliore amico. Questo, oltre ad essere un normale legame tra animale-padrone, diventa un vero e proprio disturbo della personalità[55].
- Disturbo antisociale di personalità. Bando è un personaggio molto violento, che gode nel veder soffrire gli altri, ed evita il contatto con il prossimo di qualunque tipo, come accaduto con Mayu.

## Illustrazioni nella serie

### Immagini della sigla
La sigla iniziale è basata su una serie di quadri animati in cui i personaggi della serie si fondono con le opere del visionario pittore Gustav Klimt, imitandone gli sfondi, i colori e i disegni. Tra queste, per esempio, possiamo trovare Il bacio o La soddisfazione.

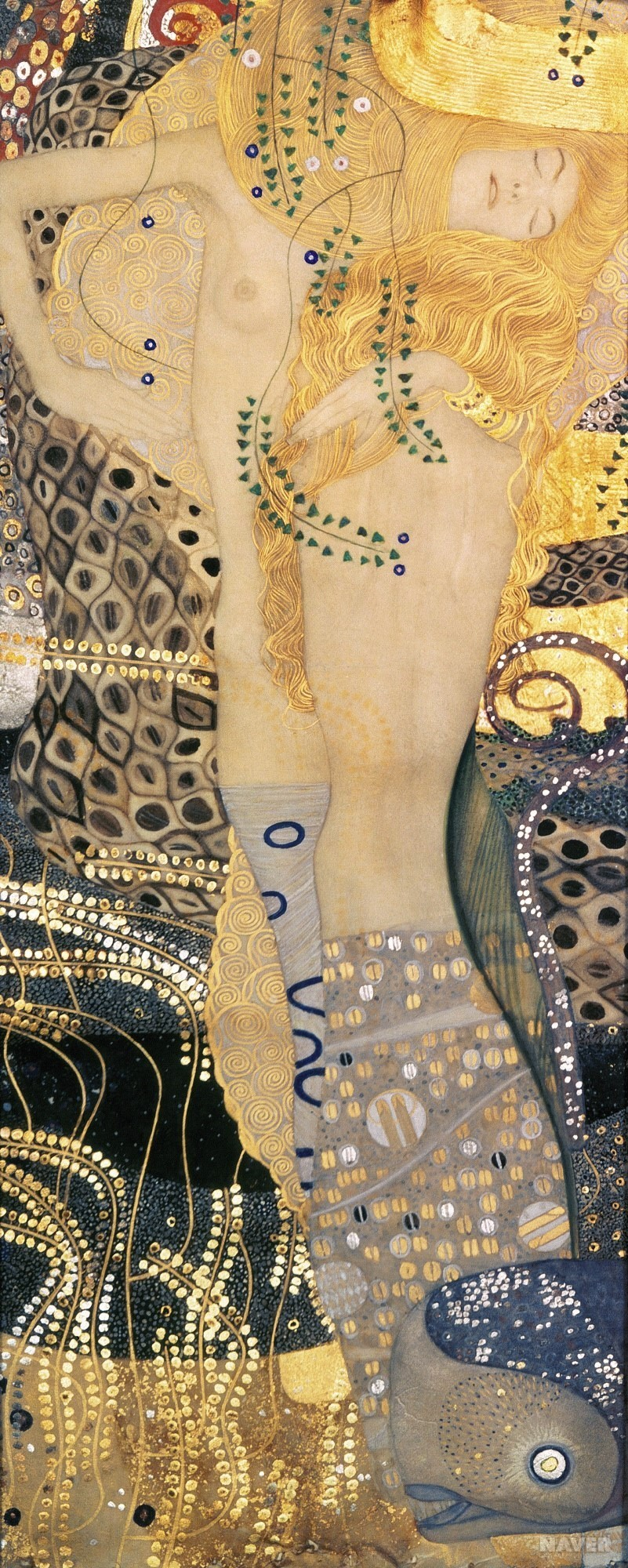
Serpenti aquatici (1904-1907)
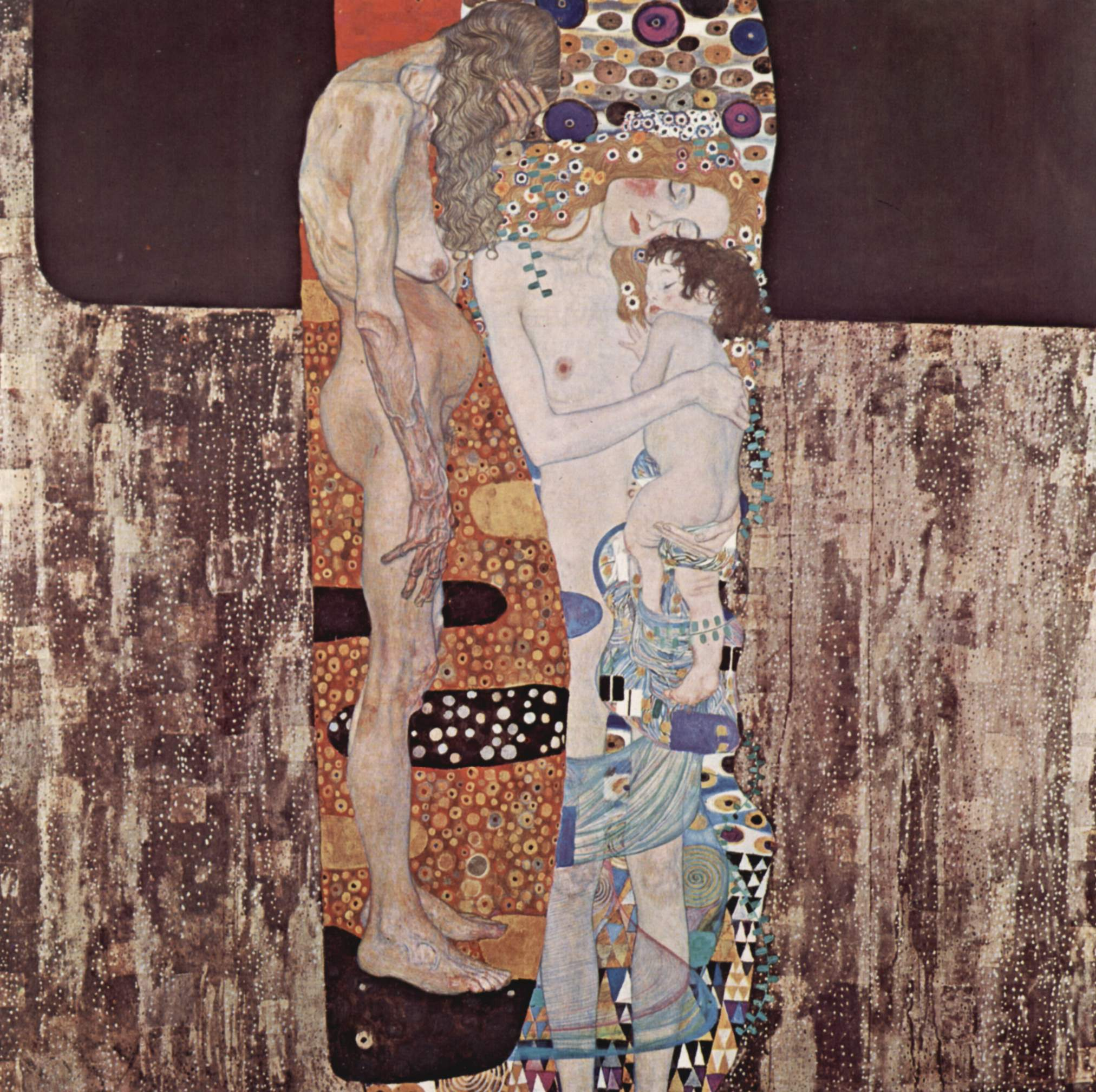
Le tre età della donna (1905)
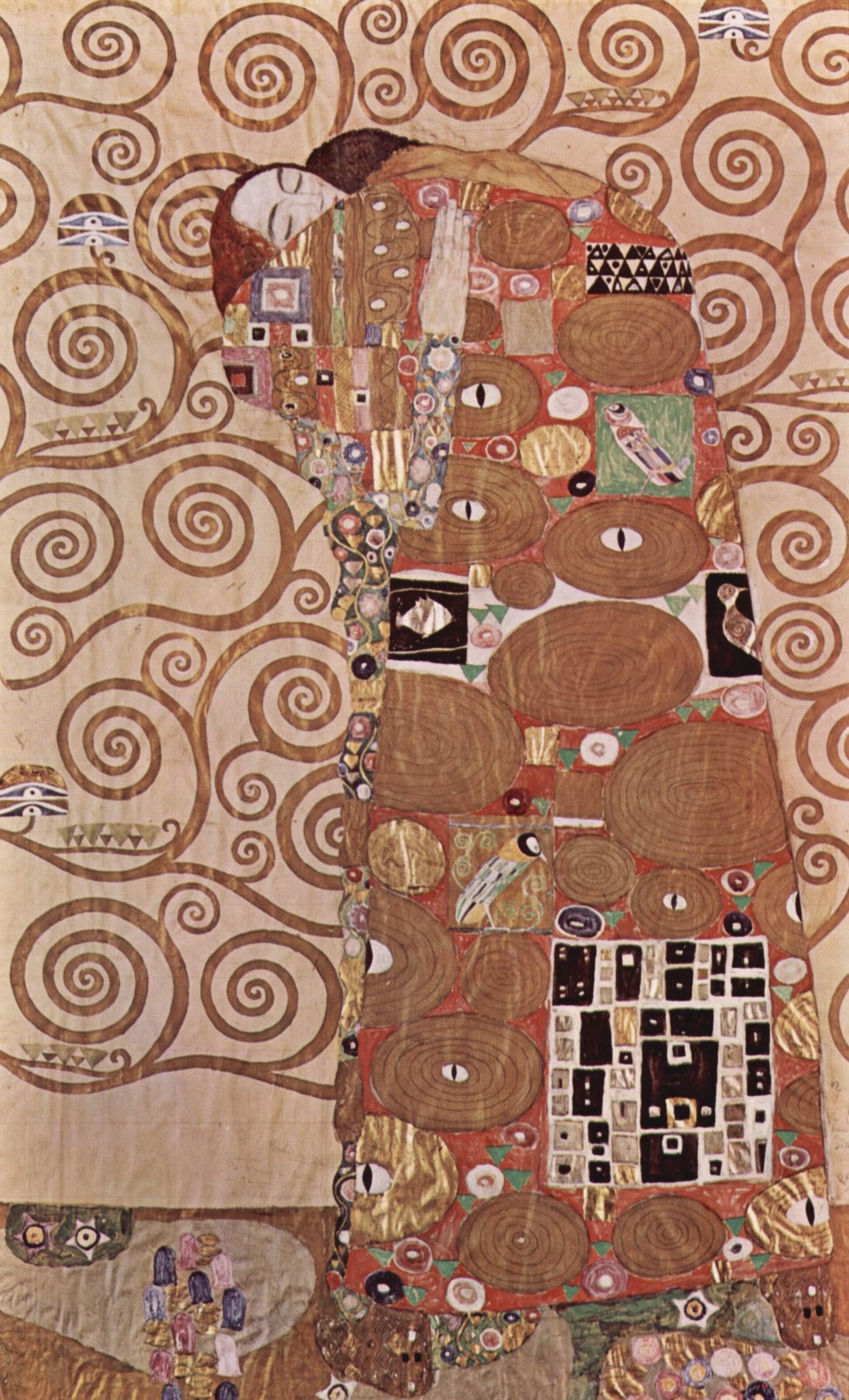
L'abbraccio (1907)
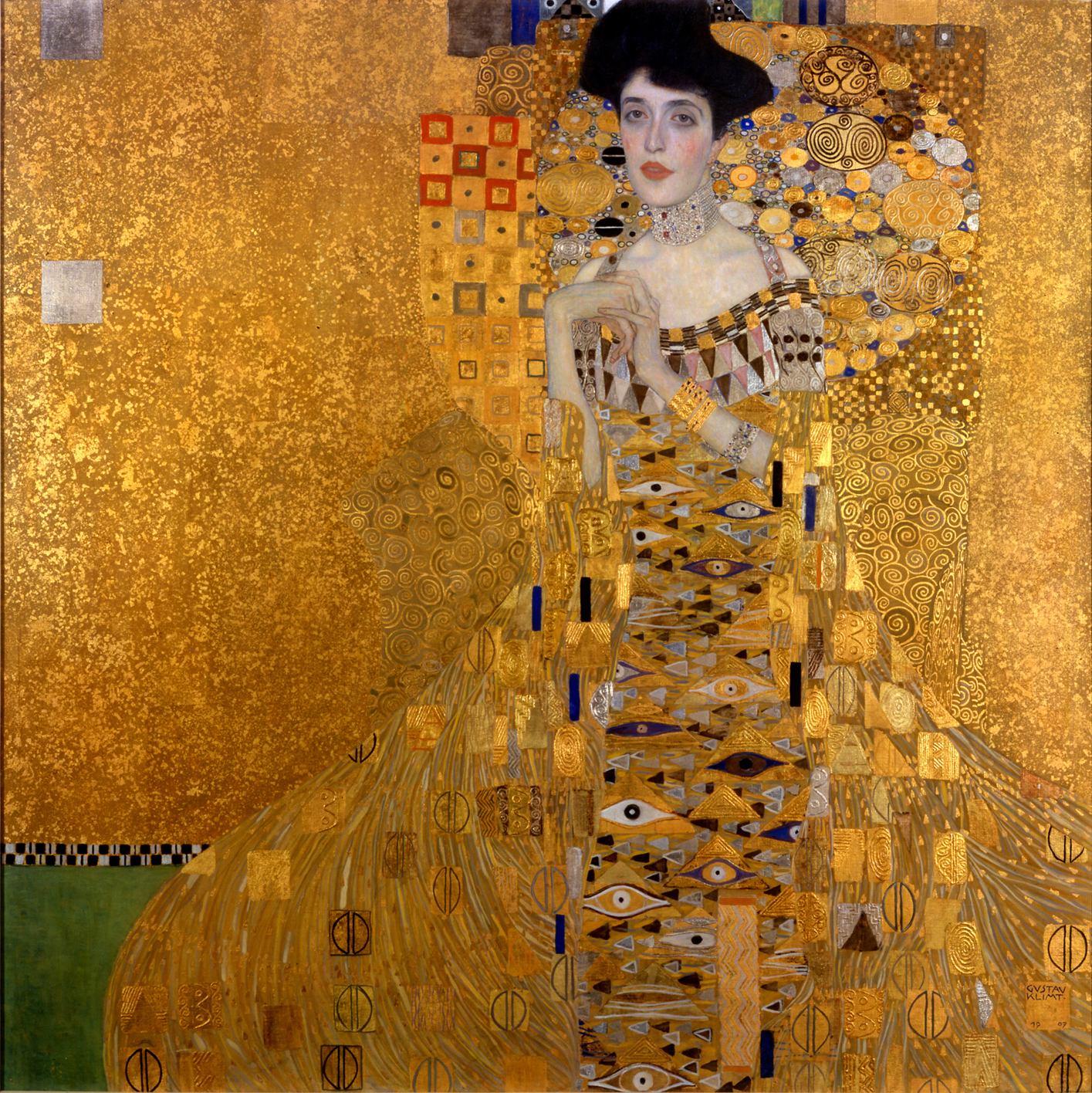
Ritratto di Adele Bloch-Bauer I (1907)
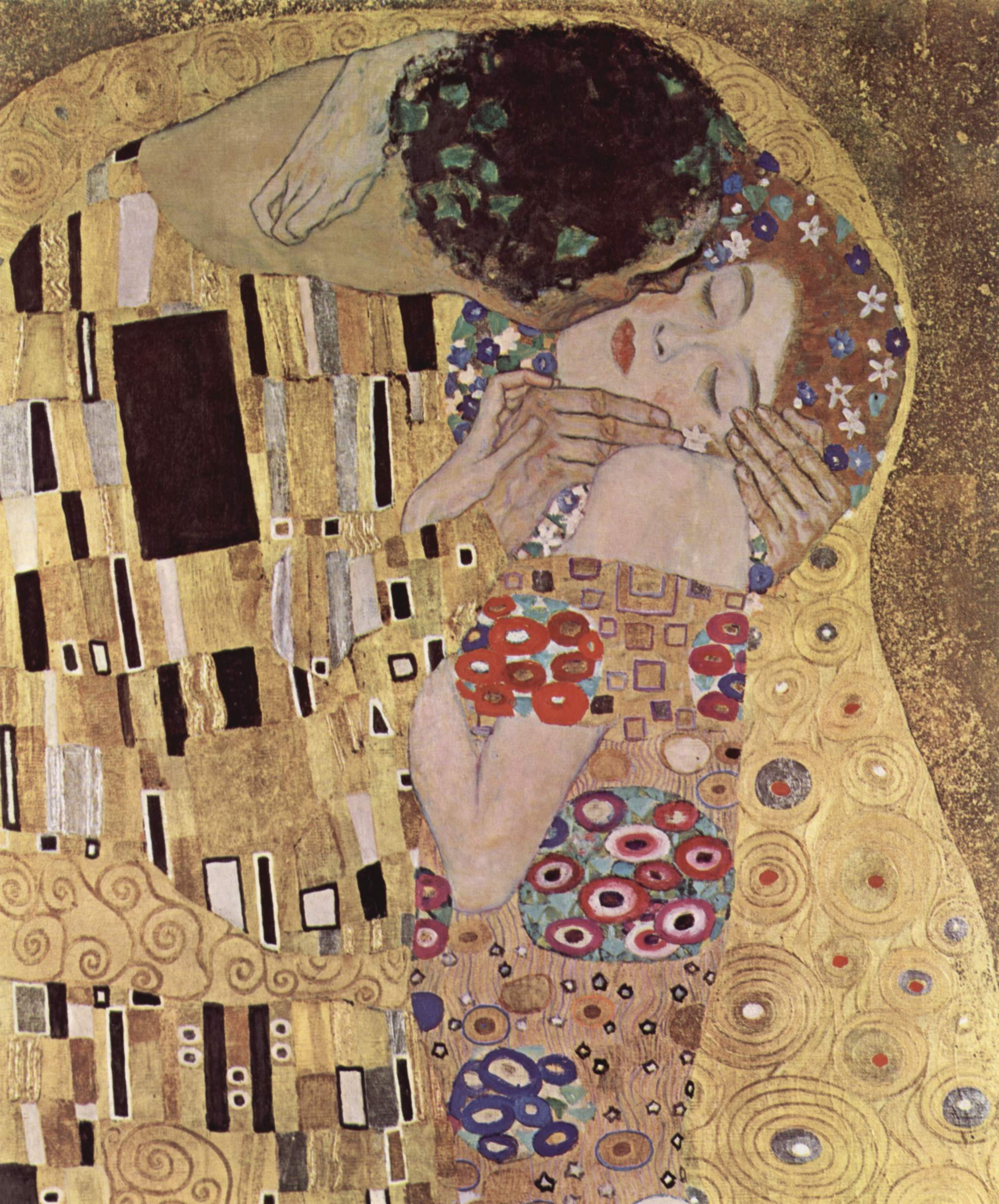
Il bacio (1907-1908)
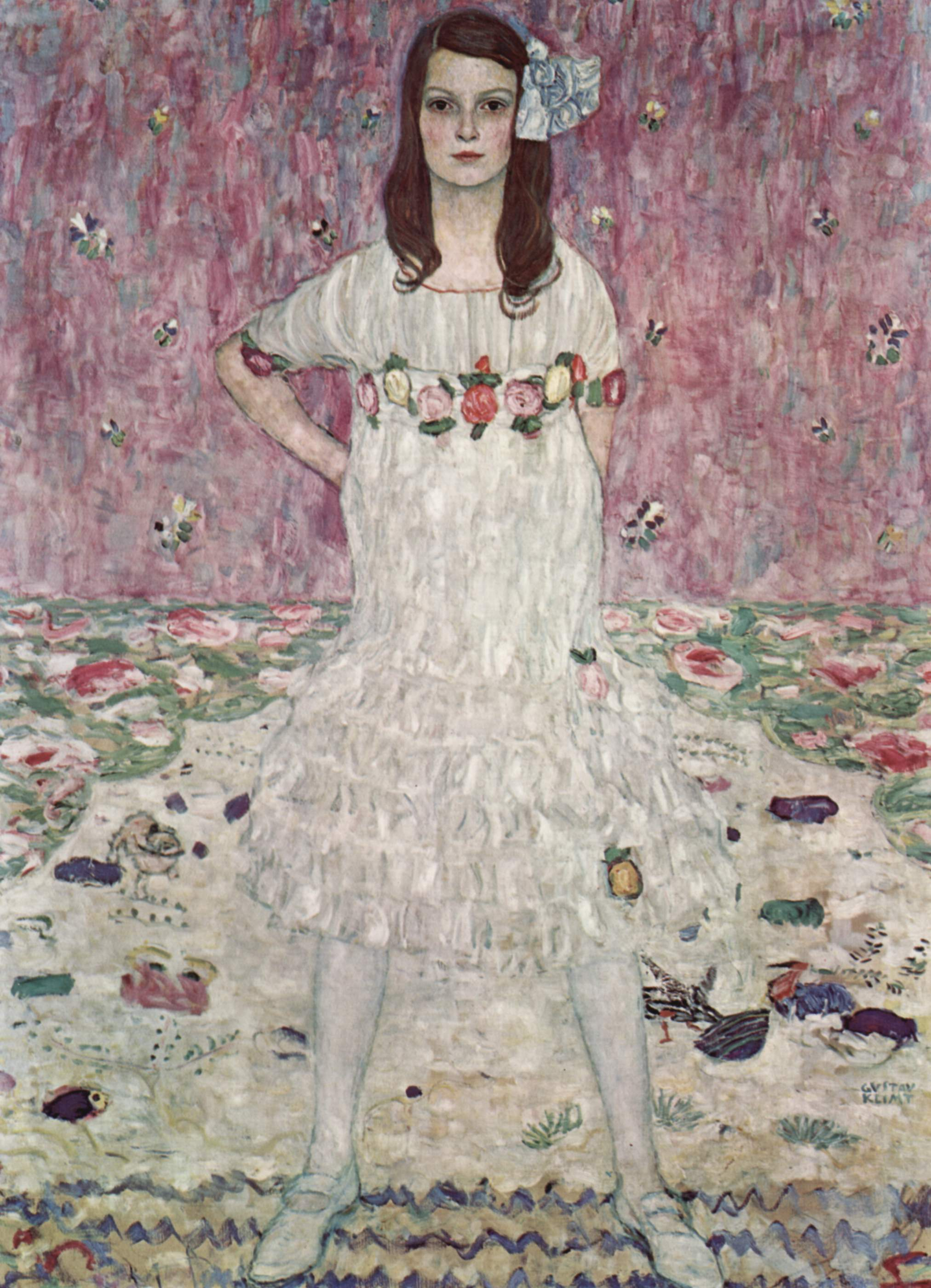
Ritratto di Mäda Primavesi (1912)

### Titolo
Il titolo è da attribuire alla canzone tedesca Elfenlied ("Canzone degli elfi") di Eduard Mörike, testo che compare nel manga (ma non nell'anime). Anche il termine Silpelit è un riferimento a tale canzone.